# Isabelle Tasiaux-De Neys
Isabelle Tasiaux-De Neys, née à Hal le 1er janvier 1965 est une femme politique belge wallonne, membre du Centre démocrate humaniste. Elle habite Bothey(Gembloux).
Elle est licenciée en philologie romane et en langue italienne.

## Fonctions politiques
- Députée fédérale du 9 juillet 2009 au 30 juin 2010, en remplacement de Maxime Prévot.